# Кузнецова, Мария Владимировна
Мари́я Влади́мировна Кузнецо́ва (род. 17 февраля 1950, Ленинград, СССР) — советская и российская актриса театра и кино, заслуженная артистка России (2005).

## Биография
Мария Кузнецова родилась 17 февраля 1950 года в Ленинграде.
В 1975 году окончила актёрский факультет Ленинградского института театра, музыки и кинематографии. С 1975 года работает в Александринском театре (Санкт-Петербург), где играет роли классического и современного репертуара.
С 1977 года снимается в эпизодических ролях в телеспектаклях и телефильмах Ленинградского ТВ.
С 1995 года снимается в эпизодических ролях в кино на киностудии «Ленфильм».

## Награды и премии
- Заслуженная артистка России (3 апреля 2005 года) — за заслуги в области искусства[1]
- Благодарность Президента Российской Федерации (1 сентября 2022 года) — за вклад в развитие отечественной культуры и искусства, многолетнюю плодотворную деятельность[2]
- Лауреат премии Ника (2002). Национальная кинематографическая премия «Ника» за лучшую женскую роль (Жена вождя в фильме «Телец»).
- Лауреат премии Русской гильдии критиков (2001) — лучшая женская роль («Телец»).

## Фильмография

### Актриса
1. 2022 — Жених для Бабушки — "Бабушка" [3]
2. 2014 — Седьмая руна — Ирина Михайловна Кротова
3. 2012 — Бездна — Светлана Ивановна, директор дома престарелых
4. 2011 — Последняя встреча — Виктория Петровна Брежнева
5. 2009 — Двойная пропажа — Татьяна Степановна
6. 2009 — Вернуть на доследование — Лидия Тимофеевна, театральный декоратор
7. 2007 — Травести — секретарь худрука
8. 2006 — Вы не оставите меня — помощник режиссёра
9. 2005 — Холодильник и другие... (телесериал) — Наталья Сергеевна, бабушка
10. 2005 — Фаворит (телесериал) — Елизавета
11. 2005 — Казус Кукоцкого — Василиса Гавриловна
12. 2005 — Голова классика (фильм)
13. 2005 — Космос как предчувствие — мать
14. 2004 — Итальянец — мадам Жанна
15. 2004 — Именины — Катерина
16. 2003 — Тайна Заборского омута — баба Катя
17. 2003 — In One Breath: Alexander Sokurov's Russian Ark (видео) — Catherine the Great
18. 2002 — Кавалеры Морской звезды — Валентина
19. 2002 — Любовь императора — Екатерина Михайловна
20. 2002 — Олигарх — проводница
21. 2002 — Русский ковчег — Екатерина II
22. 2001 — Убойная сила-1 — мамаша Юрки
23. 2000 — Телец — Крупская
24. 1999 — Агент национальной безопасности-1 — заведующая магазином (в серии "Медуза Горгона")
25. 1997 — Улицы разбитых фонарей — Чалая
26. 1994 — Колесо любви
27. 1992 — Глаза
28. 1987 — Где бы ни работать... (ТВ)

### Актриса дубляжа
1. 2012 — 007: Координаты «Скайфолл» — M
2. 2009 — Аватар — Грэйс Огустин
3. 2009 — Война невест — Марион Сент-Клэр
4. 2008 — День, когда Земля остановилась — Реджина Джексон
5. 2008 — Квант милосердия — M
6. 2006 — Казино Рояль — M
7. 2006 — Код Да Винчи — сестра Сандрин
8. 2004 — Король Лев 3: Хакуна матата — мама Тимона
9. 2004 — Не бей копытом — Мэгги
10. 2003 — В поисках Немо — Персик
11. 2002 — Умри, но не сейчас — M
12. 2001 — Последняя фантазия — Джейн
13. 2000 — Где моя тачка, чувак? — Mrs. Crabbleman